# Deutsche Atlantische Expedition

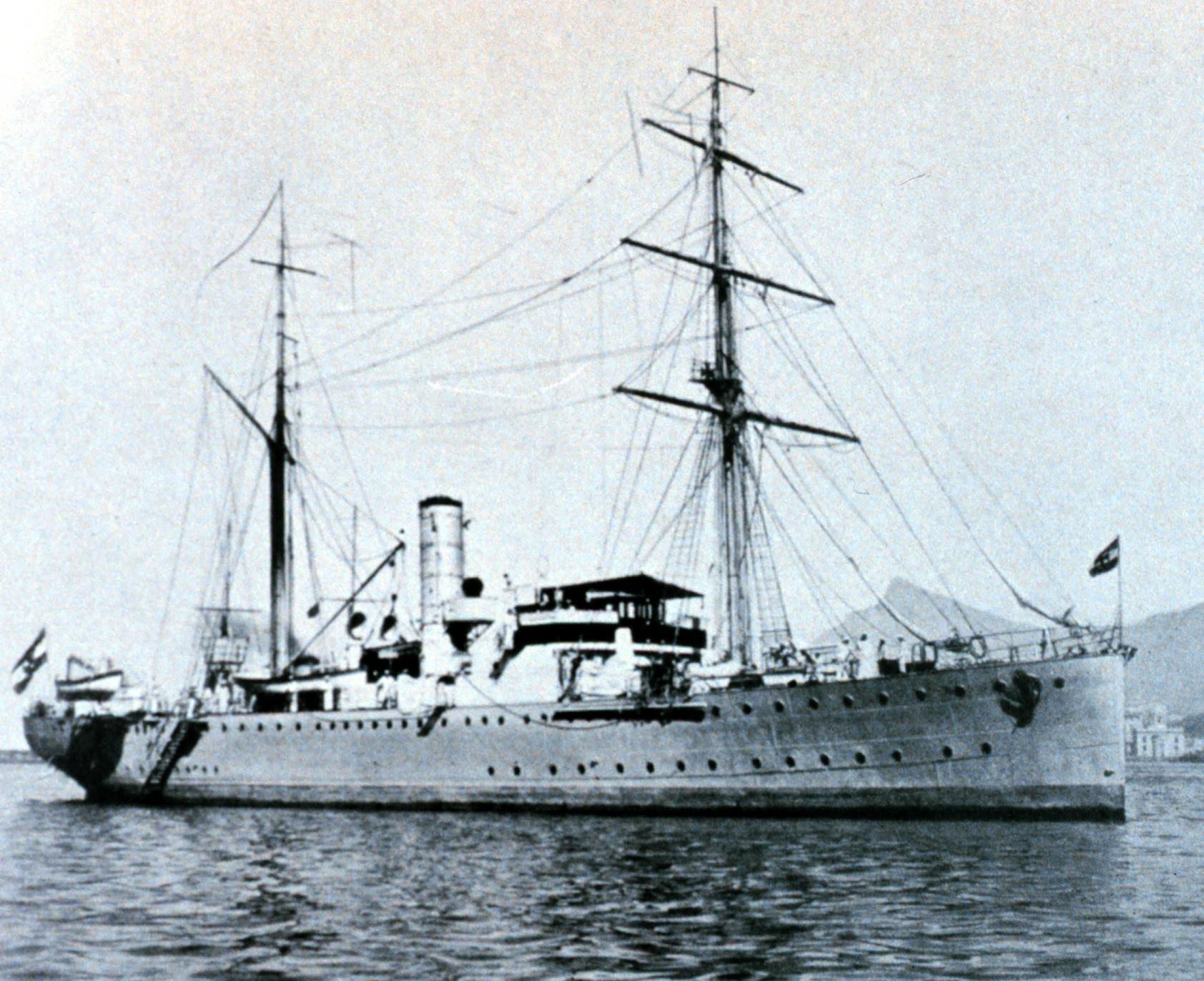
Expeditionsschiff Meteor

Die Deutsche Atlantische Expedition erkundete den Atlantik zwischen Südamerika und Afrika mit Hilfe des dafür in Dienst gestellten Forschungsschiffes Meteor. Das Schiff lief am 16. April 1925 von Wilhelmshaven aus und kehrte dorthin am 2. Juni 1927 zurück.

## Vorgeschichte

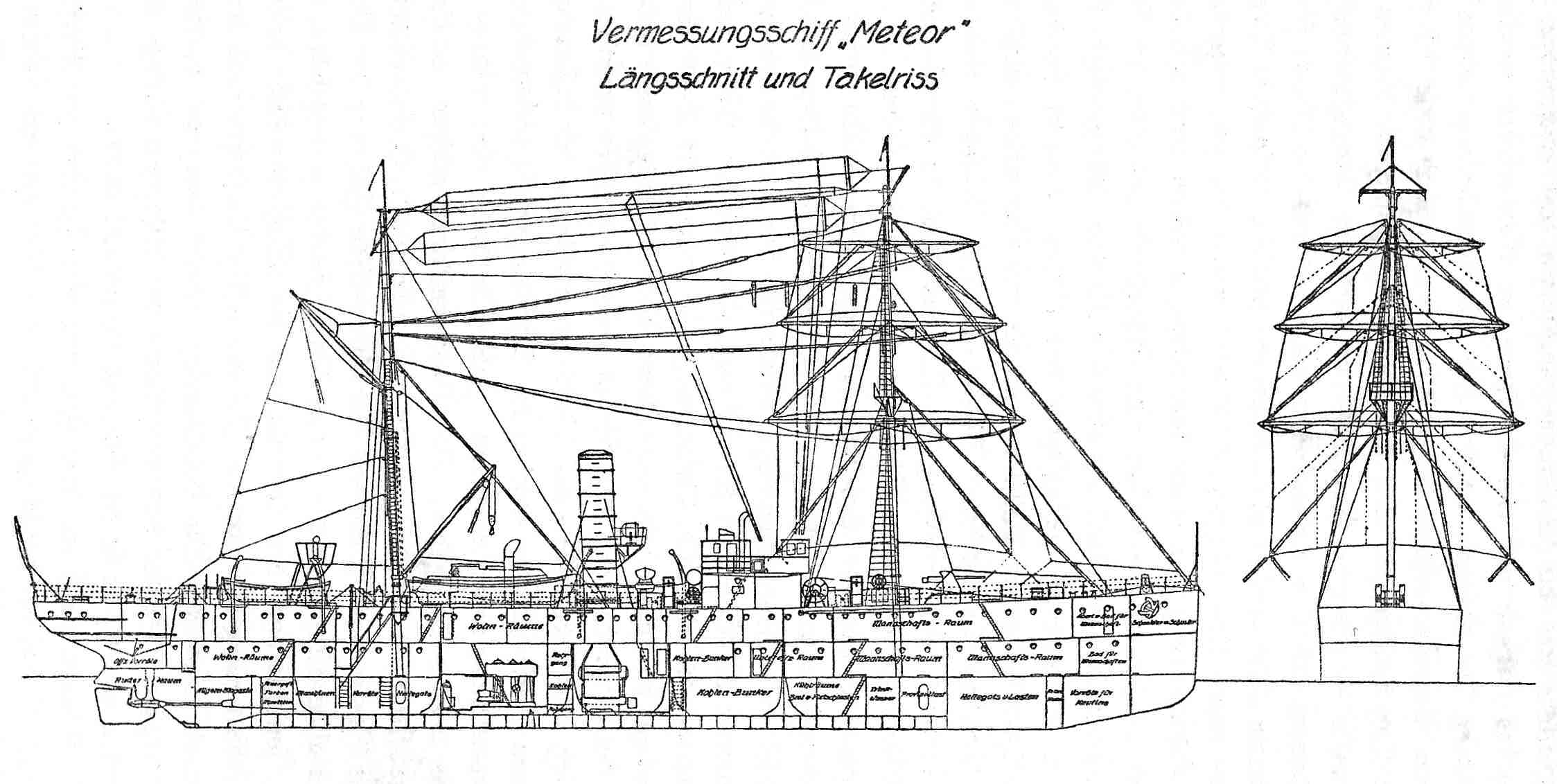
Meteor Bauplan

1919, schon bald nach dem verlorenen Weltkrieg, entstand die Idee, mit Hilfe eines Forschungsschiffes der Marine auf den Weltmeeren wieder Flagge zu zeigen. Konkreter wurden diese Pläne aber erst einige Jahre später, als Alfred Merz, Professor am Institut für Meereskunde in Berlin, den Präsidenten der 1920 gegründeten Notgemeinschaft der deutschen Wissenschaft, Friedrich Schmidt-Ott für diese Pläne begeistern konnte. Die Expedition wurde dann 1925 bis 1936 mit Geräte-, Reise-, Personal- und Druckkosten als sogenannte Gemeinschaftsarbeit gefördert. Auch Fritz Haber, Direktor des Kaiser-Wilhelm-Institutes für Physikalische Chemie und Elektrochemie in Berlin, stand hinter dem Projekt. Haber hoffte unter anderem, Gold für die Reparationszahlungen des Reiches aus dem Meer zu gewinnen, wenn sich die bisher bekannte Konzentration bestätigen ließe. Ein Nebenzweck der Reise war, dass man sich den Auslandsdeutschen in Südamerika und im ehemals deutschen Südwestafrika zeigen wollte.

## Wissenschaftlicher Stab
Dem wissenschaftlichen Stab unter Leitung von Alfred Merz gehörten u. a. an:
- Günther Böhnecke, Ozeanograph,
- Carl Wilhelm Correns, Mineraloge,
- Albert Defant, Meteorologe,
- Ernst Hentschel, Biologe,
- Erich Kuhlbrodt, Meteorologe,
- Otto Pratje, Geologe,
- Hermann Wattenberg, Chemiker,
- Georg Wüst, Ozeanograph.

## Verlauf der Reise

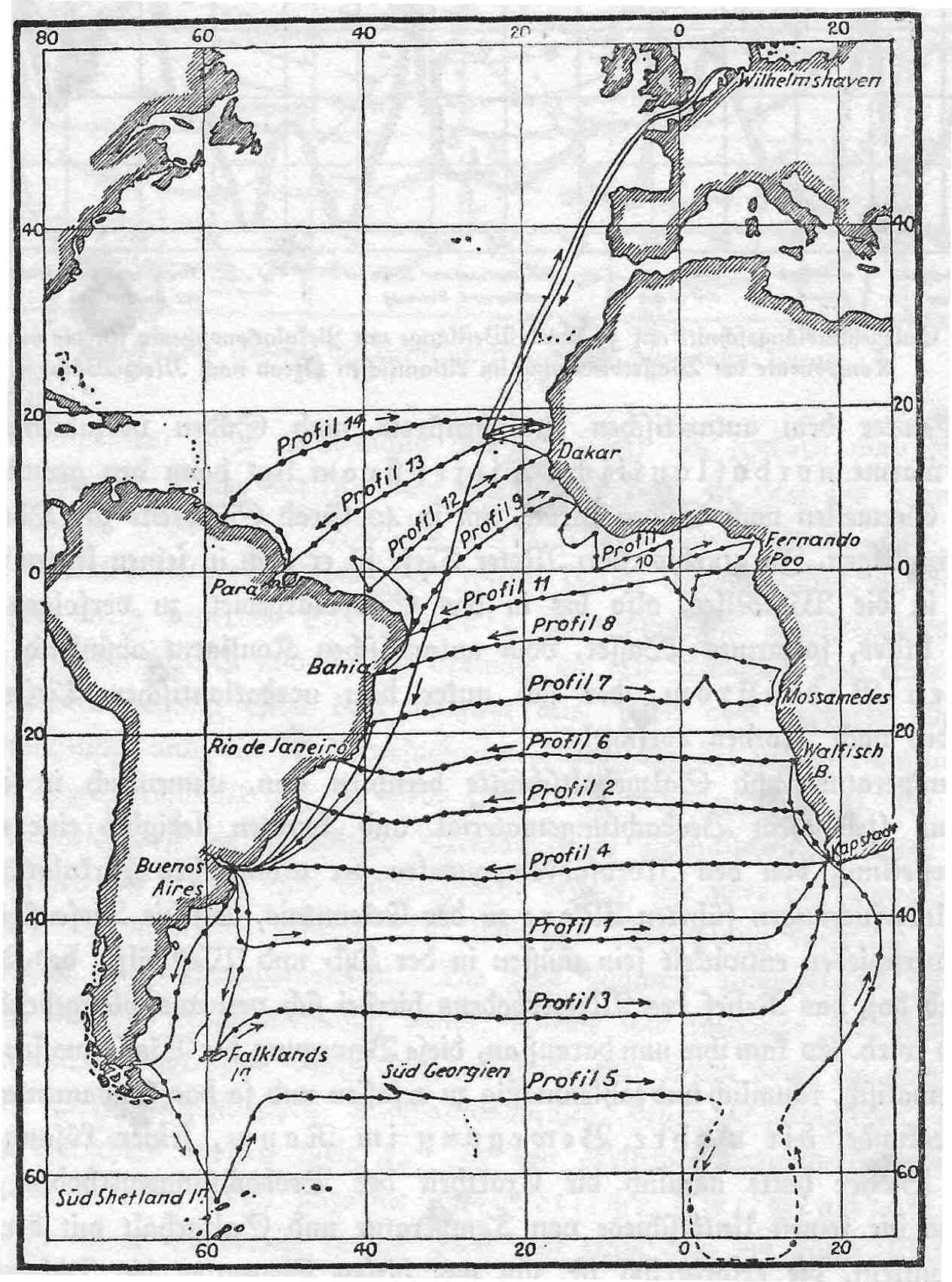
Reiseplan (A.Merz)

In 14 Ost-West Profilen wurde der südliche Atlantische Ozean (und die Atmosphäre darüber) zwischen Südamerika und Afrika unter verschiedenen Aspekten untersucht und vermessen. Für die laufenden Tiefenaufzeichnungen kam das von Alexander Behm 1913 entwickelte Echolot zum Einsatz. Am 24. Februar 1926 erreichte die Expedition mit 63 Grad 51 Minuten den südlichsten Punkt. Auf der Landkarte konnte sich das Schiff verewigen, als man am 18. Februar 1926 auf 48° 16′ S, 8° 16′ O eine Bank mit einer geringsten Tiefe von nur 560 m entdeckte und sie „Meteor-Bank“ nannte. Man fand auch die tiefste Stelle im Süd-Atlantik im Süd-Sandwich-Graben, damals mit 8050 m gemessen und nannte sie Meteortief.
Im Verlauf der Five Deeps Expedition wurde 2019 die Topologie des Meeresbodens dieses Grabens in seiner ganzen Länge mit einem Fächerecholot erfasst. Dabei stellte sich heraus, dass sich der tiefste Punkt in einer Tiefe von 8265 m befindet.
Merz erkrankte bald nach Beginn der Reise und starb am 16. August 1925 in Buenos Aires. Der Kommandant, Kapitän zur See Fritz Spieß, übernahm danach formal auch die wissenschaftliche Leitung, während fachlich Georg Wüst übernahm.

## Ergebnis der Reise
Die von Defant herausgegebenen 16 Ergebnisbände erschienen bis 1941, die Auswertung der Reise dauerte bis in die 1960er Jahre. Bereits am Ende der Reise war durch Messungen klar, dass der Goldgehalt des Meeres viel zu gering für eine wirtschaftliche Ausbeutung war.

## Rezeption
Die Erinnerungs-Medaille an die Deutsche Atlantische Expedition Meteor 1925–1927 wurde ab 1928 von der Notgemeinschaft der deutschen Wissenschaft in Berlin verliehen. 
Das Theaterprojekt Das letzte Kleinod führte 2017 in zehn deutschen Städten das Stück Meteor Dokumentartheater über eine Expedition auf dem Südatlantik auf.